# Валентин Мундров
Валентин Мундров е български политик, министър на  електронното управление на България.

## Биография
Роден е на 14 юли 1976 г.
Завършва специалност „Индустриално инженерство“ в Техническия университет – София и „Електронен бизнес и електронно управление“ в Софийския университет „Св. Климент Охридски“.
Има опит в областта на информационните технологии, включително в разработване, внедряване и поддръжка на информационни системи. В периода 2013 – 2022 г. заема длъжността директор на дирекция „Софтуерна интеграция“ в „Информационно обслужване“ АД.
От 15 юни 2023 г. до 8 април 2024 г. е заместник-министър на електронното управление. По-късно заема поста служебен министър на електронното управление в двата служебни кабинета на Димитър Главчев. На 16 януари 2025 г. е избран за министър на електронното управление в правителството на Росен Желязков.